# UTMB/UTWT svjetska serija u Hrvatskoj
Jedna od najprestižnijih svjetskih serija u trail trčanju.

## O UTWT/UTMB svjetskoj seriji

### UTWT
Ultra-Trail World Tour osnovan je 2013. Prva sezona UTWT-a bila je 2014., imala je 8 utrka i nosila je naziv Ultra-Trail Series. Seriju su uglavnom činile već etablirane trail utrke, neke sa do tada više od deset izdanja. Utrke su uglavnom bile nezavisne i bile u partnerskom odnosu sa UTWT. Utrke UTWT-a imale su kvalifikacijski status za UTMB Mont-Blanc. Zadnja sezona UTWT-a bila je 2021. Zamijenio ga je UTMB World Series koji je prvu sezonu imao 2022. ITRA (International Trail Running Association) je nadgledala bodovanje za kvalifikacije za UTMB Mont-Blanc (ITRA bodovi) do 2021.

### UTMB
UTMB World Series koji je prvu sezonu imao 2022. je zamijenio dotadašnji UTWT. Od 2022. nadgledanje bodova za kvalifikacije za UTMB Mont-Blanc - finale UTMB World Series- preuzeo je UTMB (UTMB performance Index). UTMB Group je multinacionalna kompanija, najutjecajnija kompanija u trail trčanju i organizator najprestižnije trail utrke na svijetu UTMB Mont-Blanc. Osnivači UTMB-a su bili među tvorcima UTWT-a. Internacionalizacijom UTMB brenda licenciranjem brenda drugima inozemnim utrkama sa UTMB International i pokretanjem brenda "by UTMB" započeli su 2016. 2019. menadžment UTMB-a preuzeo je kontrolu nad UTWT SA, vlasnikom UTWT-a. Sve postojeće ili potpuno nove "by UTMB" utrke dobile su automatski status UTWT utrke, počevši od kalendara za 2020. Pri pokretanju UTMB World Series, UTMB Group se u svibnju 2021. udružio se sa Ironman Group (koji je postao manjinski dioničar), koji je najveći organizator masovnih sportskih događanja u svijetu i glavna kompanija u dugom triatlonu, u najrecentnijem pokušaju profesionalizacije trail trčanja.  Ironman je još 2018. kupio trail utrku Ultra Trail Australia - drugu najveću trail utrku u svijetu, a 2019. Tarawera Ultra-Marathon - najveću trail utrku na Novom Zelandu.
UTMB se udružio, a neke je kupio na zimu 2021./22., sa već etabliranim trail utrkama u svijetu pri stvaranju UTMB svjetskog prvenstva, ali i na godišnjoj razini stvara potpuno nove utrke koje su u njihovom vlasništvu. Utrke koje su bile u UTWT kalendaru njegove zadnje sezone, postale su dijelom UTMB kalendara njegove prve sezone.
Radi se o privatnom događaju, odnosno privatnom natjecanju, koje je osmislila i organizira privatna kompanija koja nema službenu federacijsku vrijednost i na kojem niti jedna reprezentacija neće nastupiti.

## Izdanja
| Godina | Naziv utrke     | UTMB Index | Duljina [km] | Broj država | Broj trkač(ic)a | Broj trkač(ic)a |
| ------ | --------------- | ---------- | ------------ | ----------- | --------------- | --------------- |
| Godina | Naziv utrke     | UTMB Index | Duljina [km] | Broj država | M+Ž             | Ž               |
| 2024.  | 100 milja Istre |            |              |             |                 |                 |
| 2023.  | 100 milja Istre |            |              |             |                 |                 |
| 2022.  | 100 milja Istre |            |              |             |                 |                 |

| Godina | Naziv utrke     | Bodovi | Bodovi | Duljina [km] | Broj država | Broj trkač(ic)a | Broj trkač(ic)a |
| ------ | --------------- | ------ | ------ | ------------ | ----------- | --------------- | --------------- |
| Godina | Naziv utrke     | ITRA   | UTMB   | Duljina [km] | Broj država | M+Ž             | Ž               |
| 2021.  | 100 milja Istre |        |        |              |             |                 |                 |
| 2020.  | 100 milja Istre |        |        |              |             |                 |                 |
| 2019.  | 100 milja Istre |        |        |              |             |                 |                 |
| 2018.  | 100 milja Istre |        |        |              |             |                 |                 |
| 2017.  | 100 milja Istre |        |        |              |             |                 |                 |

## Vanjske poveznice
- https://utmb.world/
- https://web.archive.org/web/20211201005618/https://ultratrail-worldtour.com/
- https://itra.run/races  Arhivirana inačica izvorne stranice od 12. studenoga 2020. (Wayback Machine)
- https://livetrail.net/